# Transports en commun de Cahors
Les transports en commun de Cahors, exploités sous la marque Evidence, est un réseau de transports en commun desservant la ville de Cahors et son agglomération, Le Grand Cahors, dans le département du Lot. En 2018, le réseau compte 6 lignes régulières, 1 navette gratuite et des services à la demande. Le réseau est exploité par Raynal Voyages, pour l'agglomération du Grand Cahors.

## Historique
Depuis 2012, Le Grand Cahors vient d'acquérir trois nouveaux bus pour son réseau Évidence. Ils ont été achetés à Mont-de-Marsan. Une régie de réseau ayant perdu un contrat, son parc de bus a été mis en vente. « Ce sont des bus d'occasion, presque neufs, ils ont 4 ans et 100 000 km, sachant qu'un bus peut faire sans problème 600 000 km », indique Christian Liauzun, conseiller délégué aux transports urbains. « Ces bus vont améliorer un parc vieillissant. Ils vont desservir la ligne 1 et 2, Terre Rouge et Pradines. À la fin du mois, nous allons également acquérir une navette neuve », précise Jacky Basset, vice-président chargé des transports.

## Lignes du réseau

### Lignes régulières
Les lignes régulières représentent le réseau structurant des transports urbains de Cahors. Au nombre de 7, elles permettent une desserte efficace de Cahors et de Pradines, au nord-est de la ville. Les lignes régulières circulent du lundi au samedi de 6h30 à 20h30. En dehors de ces horaires, il n'y a aucun service. Le samedi et pendant les vacances scolaires, le réseau est quelque peu réduit. Le dimanche et les jours fériés, aucun service n'est assuré.
| Ligne | Caractéristiques | Caractéristiques                                                           | Caractéristiques                                                           | Caractéristiques                                                           | Caractéristiques                                                           | Caractéristiques                                                           | Caractéristiques                                                           | Caractéristiques                                                           | Caractéristiques                                                           |
| 1     | Sainte-Valérie ⥋ Terre Rouge ↔ Graves | Sainte-Valérie ⥋ Terre Rouge ↔ Graves                                      | Sainte-Valérie ⥋ Terre Rouge ↔ Graves                                      | Sainte-Valérie ⥋ Terre Rouge ↔ Graves                                      | Sainte-Valérie ⥋ Terre Rouge ↔ Graves                                      | Sainte-Valérie ⥋ Terre Rouge ↔ Graves                                      | Sainte-Valérie ⥋ Terre Rouge ↔ Graves                                      | Sainte-Valérie ⥋ Terre Rouge ↔ Graves                                      | Sainte-Valérie ⥋ Terre Rouge ↔ Graves                                      |
| ----- | --- | -------------------------------------------------------------------------- | -------------------------------------------------------------------------- | -------------------------------------------------------------------------- | -------------------------------------------------------------------------- | -------------------------------------------------------------------------- | -------------------------------------------------------------------------- | -------------------------------------------------------------------------- | -------------------------------------------------------------------------- |
| 1     | Ouverture / Fermeture 6 juillet 2012 / — | Longueur 9,5 km                                                            | Durée 28/38 min                                                            | Nb. d’arrêts 34                                                            | Matériel Standards Midibus                                                 | Jours de fonctionnement L, Ma, Me, J, V, S                                 | Jour / Soir / Nuit / Fêtes O / N / N / N                                   | Voy. / an —                                                                | Exploitant Raynal Voyages                                                  |
| 1     | Desserte : - Ville et lieux desservis : Cahors (Sainte-Valérie, Remparts, Palais de Justice, Mairie, Carmes, Cathédrale, Centre Universitaire, EML, Terre Rouge, Crèche, Bégoux, Graves). |                                                                            |                                                                            |                                                                            |                                                                            |                                                                            |                                                                            |                                                                            |                                                                            |
| 1     | Autre : - Amplitudes horaires : La ligne circule du lundi au samedi de 6h30 à 20h30. - Particularités : La ligne dessert la branche de Terre Rouge à Graves à certains services seulement. - Date de dernière mise à jour : 30 août 2018. |                                                                            |                                                                            |                                                                            |                                                                            |                                                                            |                                                                            |                                                                            |                                                                            |
| 1     | Dernière actualisation : — |                                                                            |                                                                            |                                                                            |                                                                            |                                                                            |                                                                            |                                                                            |                                                                            |
| 2     | Pradines Daniel Roques ↔ Pradines Carrefour de l'Europe ⥋ Cahors De Gaulle | Pradines Daniel Roques ↔ Pradines Carrefour de l'Europe ⥋ Cahors De Gaulle | Pradines Daniel Roques ↔ Pradines Carrefour de l'Europe ⥋ Cahors De Gaulle | Pradines Daniel Roques ↔ Pradines Carrefour de l'Europe ⥋ Cahors De Gaulle | Pradines Daniel Roques ↔ Pradines Carrefour de l'Europe ⥋ Cahors De Gaulle | Pradines Daniel Roques ↔ Pradines Carrefour de l'Europe ⥋ Cahors De Gaulle | Pradines Daniel Roques ↔ Pradines Carrefour de l'Europe ⥋ Cahors De Gaulle | Pradines Daniel Roques ↔ Pradines Carrefour de l'Europe ⥋ Cahors De Gaulle | Pradines Daniel Roques ↔ Pradines Carrefour de l'Europe ⥋ Cahors De Gaulle |
| 2     | Ouverture / Fermeture 6 juillet 2012 / — | Longueur 7 km                                                              | Durée 20/25 min                                                            | Nb. d’arrêts 22                                                            | Matériel Standards Midibus                                                 | Jours de fonctionnement L, Ma, Me, J, V, S                                 | Jour / Soir / Nuit / Fêtes O / N / N / N                                   | Voy. / an —                                                                | Exploitant Raynal Voyages                                                  |
| 2     | Desserte : - Villes et lieux desservis : Pradines (Daniel Roques, Mairie, Parc des Sports, Carrefour de l'Europe, Moulin de Labréaudie), Cahors (Minoterie, Croix de Fer, Plaine du Pal, Pont Valentré, Mairie, Palais de Justice, De Gaulle). |                                                                            |                                                                            |                                                                            |                                                                            |                                                                            |                                                                            |                                                                            |                                                                            |
| 2     | Autre : - Amplitudes horaires : La ligne circule du lundi au vendredi de 6h30 à 19h35 et le samedi de 6h45 à 19h35. - Particularités : La ligne dessert la branche de Carrefour de l'Europe à Daniel Roques à certains services seulement. - Date de dernière mise à jour : 30 août 2018. |                                                                            |                                                                            |                                                                            |                                                                            |                                                                            |                                                                            |                                                                            |                                                                            |
| 2     | Dernière actualisation : — |                                                                            |                                                                            |                                                                            |                                                                            |                                                                            |                                                                            |                                                                            |                                                                            |
| 3     | Cahors Carmes ↔ Cahors Daudet ⥋ Pradines Daniel Roques ↔ Pradines Pissobi | Cahors Carmes ↔ Cahors Daudet ⥋ Pradines Daniel Roques ↔ Pradines Pissobi  | Cahors Carmes ↔ Cahors Daudet ⥋ Pradines Daniel Roques ↔ Pradines Pissobi  | Cahors Carmes ↔ Cahors Daudet ⥋ Pradines Daniel Roques ↔ Pradines Pissobi  | Cahors Carmes ↔ Cahors Daudet ⥋ Pradines Daniel Roques ↔ Pradines Pissobi  | Cahors Carmes ↔ Cahors Daudet ⥋ Pradines Daniel Roques ↔ Pradines Pissobi  | Cahors Carmes ↔ Cahors Daudet ⥋ Pradines Daniel Roques ↔ Pradines Pissobi  | Cahors Carmes ↔ Cahors Daudet ⥋ Pradines Daniel Roques ↔ Pradines Pissobi  | Cahors Carmes ↔ Cahors Daudet ⥋ Pradines Daniel Roques ↔ Pradines Pissobi  |
| 3     | Ouverture / Fermeture 6 juillet 2012 / — | Longueur 8,5 km                                                            | Durée 15/40 min                                                            | Nb. d’arrêts 37                                                            | Matériel Midibus                                                           | Jours de fonctionnement L, Ma, Me, J, V, S                                 | Jour / Soir / Nuit / Fêtes O / N / N / N                                   | Voy. / an —                                                                | Exploitant Raynal Voyages                                                  |
| 3     | Desserte : - Villes et lieux desservis : Cahors (Carmes, Mairie, Palais de Justice, De Gaulle, Clinique, Bellevue, Daudet, Lamartine, Combe du Paysan), Pradines (Moulin de Labéraudie, Labéraudie, Carrefour de l'Europe, Parc des Sports, Église de Labéraudie, Châtaigneraie, Mairie, Daniel Roques, Bourg de Pradines, Les Tremouls, Pissobi). |                                                                            |                                                                            |                                                                            |                                                                            |                                                                            |                                                                            |                                                                            |                                                                            |
| 3     | Autre : - Amplitudes horaires : La ligne circule du lundi au samedi de 7h à 20h15. - Particularités : La ligne ne dessert sa totalité qu'à quelques services seulement : la plupart des services se font au départ de terminus partiels, et pas directement de Carmes à Pissobi. - Date de dernière mise à jour : 30 août 2018. |                                                                            |                                                                            |                                                                            |                                                                            |                                                                            |                                                                            |                                                                            |                                                                            |
| 3     | Dernière actualisation : — |                                                                            |                                                                            |                                                                            |                                                                            |                                                                            |                                                                            |                                                                            |                                                                            |
| 4     | Roc de l'Agasse ↔ De Gaulle ⥋ Combe du Paysan | Roc de l'Agasse ↔ De Gaulle ⥋ Combe du Paysan                              | Roc de l'Agasse ↔ De Gaulle ⥋ Combe du Paysan                              | Roc de l'Agasse ↔ De Gaulle ⥋ Combe du Paysan                              | Roc de l'Agasse ↔ De Gaulle ⥋ Combe du Paysan                              | Roc de l'Agasse ↔ De Gaulle ⥋ Combe du Paysan                              | Roc de l'Agasse ↔ De Gaulle ⥋ Combe du Paysan                              | Roc de l'Agasse ↔ De Gaulle ⥋ Combe du Paysan                              | Roc de l'Agasse ↔ De Gaulle ⥋ Combe du Paysan                              |
| 4     | Ouverture / Fermeture — / — | Longueur 7,5 km                                                            | Durée 31/35 min                                                            | Nb. d’arrêts 21/23                                                         | Matériel Midibus                                                           | Jours de fonctionnement L, Ma, Me, J, V, S                                 | Jour / Soir / Nuit / Fêtes O / N / N / N                                   | Voy. / an —                                                                | Exploitant Raynal Voyages                                                  |
| 4     | Desserte : - Ville et lieux desservis : Cahors (Roc de l'Agasse, RN 20, Combe d'Arnis, Combe Saint-Julien, Carmes, Mairie, Palais de justice, De Gaulle -Passage de la ligne 4 à la ligne 5- Sainte-Valérie, MAEC, Combe du Paysan). |                                                                            |                                                                            |                                                                            |                                                                            |                                                                            |                                                                            |                                                                            |                                                                            |
| 4     | Autre : - Amplitudes horaires : La ligne circule du lundi au samedi de 7h30 à 19h30. - Particularités : Les lignes 4 et 5 sont en fait distinctes sur le parcours, la ligne 4 effectuant le trajet Roc de l'Agasse ↔ De Gaulle, alors que la ligne 5 effectue le trajet De Gaulle ↔ Combe du Paysan. Mais les fiches horaires des deux lignes sont communes, car une correspondance entre les deux lignes n'est pas obligatoire : un usager peut rester dans le même véhicule pour passer entre les deux lignes. - Date de dernière mise à jour : 30 août 2018. |                                                                            |                                                                            |                                                                            |                                                                            |                                                                            |                                                                            |                                                                            |                                                                            |
| 4     | Dernière actualisation : — |                                                                            |                                                                            |                                                                            |                                                                            |                                                                            |                                                                            |                                                                            |                                                                            |
| 5     | Mairie ⥋ École de Bégoux | Mairie ⥋ École de Bégoux                                                   | Mairie ⥋ École de Bégoux                                                   | Mairie ⥋ École de Bégoux                                                   | Mairie ⥋ École de Bégoux                                                   | Mairie ⥋ École de Bégoux                                                   | Mairie ⥋ École de Bégoux                                                   | Mairie ⥋ École de Bégoux                                                   | Mairie ⥋ École de Bégoux                                                   |
| 5     | Ouverture / Fermeture — / — | Longueur 5,5 km                                                            | Durée 15 min                                                               | Nb. d’arrêts 14                                                            | Matériel Midibus                                                           | Jours de fonctionnement L, Ma, Me, J, V, S                                 | Jour / Soir / Nuit / Fêtes O / N / N / N                                   | Voy. / an —                                                                | Exploitant Raynal Voyages                                                  |
| 5     | Desserte : - Ville et lieux desservis : Cahors (Mairie, Saint-Urcisse, Cathédrale, Jacobins, La Fontaine, Gendarmerie, Route de Villefranche, École de Bégoux). |                                                                            |                                                                            |                                                                            |                                                                            |                                                                            |                                                                            |                                                                            |                                                                            |
| 5     | Autre : - Amplitudes horaires : La ligne circule du lundi au samedi de 7h à 19h40. - Date de dernière mise à jour : 30 août 2018. |                                                                            |                                                                            |                                                                            |                                                                            |                                                                            |                                                                            |                                                                            |                                                                            |
| 5     | Dernière actualisation : — |                                                                            |                                                                            |                                                                            |                                                                            |                                                                            |                                                                            |                                                                            |                                                                            |

### Navettes Centre-Ville
| Ligne | Caractéristiques | Caractéristiques              | Caractéristiques              | Caractéristiques              | Caractéristiques              | Caractéristiques                           | Caractéristiques                         | Caractéristiques              | Caractéristiques              |
| NAV-A | Circulaire | Circulaire                    | Circulaire                    | Circulaire                    | Circulaire                    | Circulaire                                 | Circulaire                               | Circulaire                    | Circulaire                    |
| NAV-A | P+R Chartreux ⥋ P+R Chartreux | P+R Chartreux ⥋ P+R Chartreux | P+R Chartreux ⥋ P+R Chartreux | P+R Chartreux ⥋ P+R Chartreux | P+R Chartreux ⥋ P+R Chartreux | P+R Chartreux ⥋ P+R Chartreux              | P+R Chartreux ⥋ P+R Chartreux            | P+R Chartreux ⥋ P+R Chartreux | P+R Chartreux ⥋ P+R Chartreux |
| ----- | --- | ----------------------------- | ----------------------------- | ----------------------------- | ----------------------------- | ------------------------------------------ | ---------------------------------------- | ----------------------------- | ----------------------------- |
| NAV-A | Ouverture / Fermeture — / — | Longueur 4 km                 | Durée 13 min                  | Nb. d’arrêts 10               | Matériel Minibus              | Jours de fonctionnement L, Ma, Me, J, V, S | Jour / Soir / Nuit / Fêtes O / N / N / N | Voy. / an —                   | Exploitant Raynal Voyages     |
| NAV-A | Desserte : - Ville et lieux desservis : Cahors (P+R Chartreux, Mairie, Gare, Mairie, P+R Chartreux) - Gare desservie : Gare de Cahors.                                                                                                 |                               |                               |                               |                               |                                            |                                          |                               |                               |
| NAV-A | Autre : - Amplitudes horaires : La ligne circule du lundi au samedi de 7h20 à 20h. - Particularités : - Dans le sens P+R Chartreux ↔ P+R Chartreux, la ligne dessert la Gare de Cahors. - Date de dernière mise à jour : 28 août 2024. |                               |                               |                               |                               |                                            |                                          |                               |                               |
| NAV-A | Dernière actualisation : — |                               |                               |                               |                               |                                            |                                          |                               |                               |
| NAV-B | Circulaire | Circulaire                    | Circulaire                    | Circulaire                    | Circulaire                    | Circulaire                                 | Circulaire                               | Circulaire                    | Circulaire                    |
| NAV-B | P+R Ludo-Rollès ⥋ P+R Ludo-Rollès |                               |                               |                               |                               |                                            |                                          |                               |                               |
| NAV-B | Ouverture / Fermeture — / — | Longueur 4 km                 | Durée 14 min                  | Nb. d’arrêts 10               | Matériel Minibus              | Jours de fonctionnement L, Ma, Me, J, V, S | Jour / Soir / Nuit / Fêtes O / N / N / N | Voy. / an —                   | Exploitant Raynal Voyages     |
| NAV-B | Desserte : - Ville et lieux desservis : Cahors (P+R Ludo-Rollès, Mairie, Victor Hugo, Mairie, P+R Ludo-Rollès) |                               |                               |                               |                               |                                            |                                          |                               |                               |
| NAV-B | Autre : - Amplitudes horaires : La ligne circule du lundi au samedi de 7h20 à 20h. - Particularités : - Dans le sens P+R Ludo-Rollès ↔ P+R Ludo Rollès. - Date de dernière mise à jour : 28 août 2024.                                 |                               |                               |                               |                               |                                            |                                          |                               |                               |
| NAV-B | Dernière actualisation : — |                               |                               |                               |                               |                                            |                                          |                               |                               |

### Services à la demande
La ligne à la demande assure des services, uniquement sur réservation, vers des zones non desservies par les lignes régulières, jusqu'à la mairie de Cahors.

### Tarification
Le 5 novembre 2019, l'ensemble du réseau devient gratuit.

## Parc de véhicules
En août 2024, le parc d'autobus du réseau Evidence est composé de 18 véhicules dont 1 bus standards, 12 midibus et 5 minibus. Au sein de cette flotte, les autres véhicules sont équipés de moteurs Diesel.

### Bus standards
| Constructeur  | Modèle             | Nombre | Numéros de parc | Période de mise en service | Affectation | Observation |
| ------------- | ------------------ | ------ | --------------- | -------------------------- | ----------- | ----------- |
| Mercedes-Benz | Citaro C1 Facelift | 1      | + 1 inconnu     | Août 2010                  | 1, 2        | –           |

### Midibus
| Constructeur  | Modèle      | Nombre | Numéros de parc | Période de mise en service            | Affectation   | Observation |
| ------------- | ----------- | ------ | --------------- | ------------------------------------- | ------------- | ----------- |
| Heuliez Bus   | GX 117      | 3      | + 3 inconnu     | Entre décembre 2005 et mars 2003      | 1, 2, 3, 4, 5 | –           |
| Heuliez Bus   | GX 127 L    | 3      | 1, 2, 3         | Novembre 2006                         | 1, 2, 3, 4, 5 | –           |
| Heuliez Bus   | GX 137      | 2      | + 2 inconnu     | Entre octobre 2015 et décembre 2013   | 1, 2, 3, 4, 5 | –           |
| Iveco Bus     | Urbanway 10 | 2      | + 2 inconnu     | Décembre 2021                         | 1, 2, 3, 4, 5 | –           |
| Mercedes-Benz | Citaro K C2 | 2      | + 2 inconnu     | Entre décembre 2019 et septembre 2020 | 1, 2, 3, 4, 5 | –           |

### Minibus
| Constructeur  | Modèle      | Nombre | Numéros de parc | Période de mise en service           | Affectation  | Observation |
| ------------- | ----------- | ------ | --------------- | ------------------------------------ | ------------ | ----------- |
| Dietrich      | City 21     | 2      | + 2 inconnu     | Entre septembre 2012 et juillet 2013 | NAV-A, NAV-B | –           |
| Dietrich      | City 23     | 1      | + 1 inconnu     | Août 2020                            | NAV-A, NAV-B | –           |
| Mercedes-Benz | City 75     | 1      | + 1 inconnu     | Novembre 2021                        | NAV-A, NAV-B | –           |
| Vehixel       | Cytios 4/34 | 1      | + 1 inconnu     | Octobre 2013                         | 4            | –           |

### Dépôts
- Le dépôt de Raynal Voyages est situé dans la principauté, au 568 Rte de Flaujac Poujols, 46000 Cahors

L'exploitation est assurée par Raynal-Voyages (Reunir) . Le Grand Cahors est la société organisatrice du réseau, chargée de la gestion des lignes et du parc de véhicules.